# Кабала (зависимость)
Кабала́ — в древней Руси тяжёлая форма личной зависимости, обычно связанная с займом; а также юридические акты, оформлявшие долговые обязательства.

## Происхождение слова
Слово арабское, означало договор купли-продажи; в русский язык перешло от татар со значением заёмной расписки и было в этом смысле общеупотребительно в XIV—XVII веках.

## История
Долговая кабала в античной эпохе воспринималось как нечто вполне допустимое. Бедняки или выходцы из других слоёв общества, которые безнадежно утопали в долгах, могли «добровольно» стать рабами ― или, точнее, могли быть вынуждены обстоятельствами выбрать долговую кабалу как способ предвидеть и избежать худших условий, которые их кредиторы могут навязать им. В античности долговая кабала была особой правовой категорией, в которую свободный человек теоретически мог попасть временно, в отличие от повсеместной практики рабства, которая включала в себя порабощение в результате полной неспособности выплатить долг. Многие формы долгового рабства существовали как в древней Греции, так и в древнем Риме.
В древней Руси — долговой документ; отсюда кабальное холопство, существовавшее с XV века в Великом княжестве Московском и, позже в Русском государстве; возникало из займа (должник служил вместо процентов) и из добровольной службы; продолжалось до смерти владельца.
Исторические документы упоминают:
- кабалы́ в деньгах или серебре, то есть обыкновенные заёмные расписки;
- кабалы закладные, то есть крепостные документы о залоге недвижимых имуществ;
- кабалы ростовые, по которым уплачивался рост, то есть процент на занятый капитал, деньгами или натурой;
- кабалы служилые или кабалы за рост служити, по которым проценты уплачивались не деньгами, а службой, то есть трудом;
- зажилые или заживные кабалы — разновидность предыдущих;
- кабалы верчие, которые выдавались должником поручителям по кабалам на случай, если бы поручителям пришлось ответствовать перед кредитором; в этом случае иск поручителя к должнику обеспечивался верчей кабалой, но она теряла своё значение и подлежала возврату (отсюда и название — от вертеть, вернуть), если должник уплатит свой долг без помощи поручителя.